# Wetzel's Pretzels
O Wetzel's Pretzels é uma cadeia americana de restaurantes de fast food, especializada em pretzels e cachorros-quentes. A cadeia tem mais de 370 estabelecimentos nos Estados Unidos, no Canadá e na América Central, e antigamente na Finlândia, situados principalmente em centros comerciais, aeroportos, parques temáticos e estádios; e, desde há pouco tempo, também em food trucks. A empresa tem sede em Pasadena, na Califórnia.

## História
A Wetzel's Pretzels foi fundada em 1994 por Rick Wetzel e Bill Phelps em Pasadena, Califórnia. A primeira loja da rede foi inaugurada naquele ano no South Bay Galleria, na vizinha Redondo Beach. O seu nome foi inspirado nas provocações de infância dos colegas de Wetzel.
Em 1997, Wetzel e Phelps contrataram vários investidores, incluindo John Davis e Gary L. Wilson. As ligações de Wilson à Disney abriram caminho para que a cadeia abrisse lojas na Disneylândia e no Walt Disney World.
A empresa de capitais privados Levine Leichtman Capital Partners Inc., com sede em Los Angeles, adquiriu uma participação majoritária na empresa em 2007 por um montante não revelado. Phelps ainda detém uma participação de 20%, enquanto Wetzel detém uma participação menor.
Em outubro de 2016, a Levine Leichtman Capital Partners vendeu a participação majoritária para a empresa de private equity CenterOak Partners LLC, sediada em Dallas, depois de deter a participação majoritária por 9 anos.
Em 2019, Phelps foi sucedido como CEO por Jennifer Schuler.
Em dezembro de 2022, a Wetzel's Pretzels foi adquirida pelo MTY Food Group por US$ 207 milhões.

## Cardápio

### Comida
O menu do Wetzel's centra-se nos seus pretzels homónimos, juntamente com cachorros-quentes e limonada. Os seus pretzels de assinatura vêm em vários sabores, como o Wetzel's Original (com ou sem sal), açúcar com canela, pepperoni e muito mais. Os clientes também podem escolher o Bitz, um pretzel mais apetecível, disponível em Original, Cinn-a-bitz ou Pizza Bitz (com pepperoni). Outros itens de pretzel vão desde o Wetzel Dog de tamanho normal, um cachorro-quente só de carne de vaca embrulhado em pretzel ou Dog Bites e Cheesy Dog Bites, a iteração de tamanho reduzido.

### Bebidas
O Wetzel's é conhecido pelas suas limonadas frescas e congeladas, que estão disponíveis nos sabores original e morango. Também oferece uma variedade de outras bebidas, como granitas, e foi o primeiro restaurante na categoria de snacks a introduzir pérolas de boba no menu, com sabores como cereja e manga.